# Dvorec Čatež
Dvorec Čatež (nemško Hof Tschatesch) je stal v naselju Čatež ob Savi v Občini Brežice.

## Zgodovina
Dvorec je prvič omenjen v leta 1689 v Valvasorjevi knjigi Slava vojvodine Kranjske in nato še leta 1790 v knjigi faranov, kot Hof Tschatesch - Dominii Mokritziensis. Leta 1845 je bil lastnik Johan Svoboda. 1938 ga je kupil Adolf Turjaški, ki je bil po vojni z ženo Bianco umorjen. V dvorcu je bil sedež nekdanje čateške občine. Leta 2012 je bil porušen.